# Salvatore Ragno
Salvatore Sebastiano Ragno (Santa Teresa di Riva, 25 settembre 1934 – Roma, 11 novembre 2010) è stato un politico italiano.

## Biografia
Avvocato e docente universitario. Figlio del senatore Luigi Ragno (1899-1984) e di donna Aldea Righetti Crisafulli, Salvatore Ragno era nipote del politico Michele Crisafulli Mondìo. Il palazzo, con parco annesso, della sua famiglia, situato sul corso principale di Santa Teresa di Riva e noto come Villa Crisafulli-Ragno, appartiene oggi al comune ed è sede del Palazzo della Cultura e della biblioteca comunale.
Inizia la sua carriera politica, nel 1966, nel Movimento Sociale Italiano come consigliere comunale a Santa Teresa di Riva, dal 1967 al 1968, e sempre in quel comune, ricopre la carica di assessore alla cultura in una Giunta di destra.
Successivamente è eletto consigliere comunale e consigliere provinciale a Messina.
Nel 1985 e nel 1990 si candida alle elezioni comunali della sua città, Santa Teresa di Riva, come capolista del Movimento Sociale Italiano, ma in entrambe le consultazioni risulta non eletto.
Nel 1986 è eletto deputato all'Assemblea Regionale Siciliana, nel collegio di Messina per il MSI-DN. Viene rieletto all'ARS nel 1991.
Nel corso della seconda legislatura lascia l'ARS, perché eletto nel 1994 senatore della Repubblica nelle file di Alleanza Nazionale. Viene poi riconfermato nelle successive due legislature (1996 e 2001).
Nel 2006 non è ricandidato.
Nella XIV Legislatura ha fatto parte delle Commissioni Lavoro e Lavori pubblici (come vicepresidente) e della Commissione di vigilanza RAI. È stato inoltre membro della Commissione parlamentare di inchiesta sugli infortuni sul lavoro.
Nel 1961 ha sposato Annunziata Germanà dalla quale ha avuto due figli: Luigi, esponente messinese di Alleanza Nazionale e del PDL e Aldea, economista.
È deceduto a Roma nel novembre 2010.